# Trade (sport)
Et trade er et fænomen der især kendes fra nordamerikansk holdsport, heriblandt de fire store professionelle ligaer: MLB, NBA, NFL og NHL. Et trade er populært sagt en byttehandel mellem to eller flere klubber. I en sådan byttehandel kan indgå en eller flere spillere fra hvert hold, rettigheder til unge spillere som endnu ikke er på kontrakt, draft-valg samt i sjældne tilfælde penge eller andet. Da man i nordamerikansk holdsport sjældent køber og sælger spillere for store millionbeløb sådan som det f.eks. kendes fra europæisk fodbold, vælger man i stedet at indgå disse byttehandler.
I princippet kan alle spillere i de ovennævnte ligaer blive tradet til en anden klub i samme liga uden deres samtykke. Enkelte – typisk ældre – spillere kan dog have en klausul i deres kontrakt, en såkaldt 'no trade clause', som giver dem veto-ret overfor et foreslået trade.

## Motiver til at trade
Da der i nordamerikansk holdsport som oftest er tale om lukkede ligaer uden op- eller nedrykning, finder man her ofte andre motiver til at "sælge" spillere end det kendes fra traditionelle europæiske ligaer. Man ser f.eks. ofte at hold der ikke kan nå med i slutspillet vælger at bytte nogle af deres rutinerede spillere – som de måske endda alligevel ville miste ved kontraktudløb efter sæsonen – til hold med forhåbninger om at gå langt i slutspillet. De vil så typisk få unge talenter eller draft-valg retur og derved stå med et bedre hold i fremtiden. Da flere af de førnævnte ligaer også opererer med et lønloft kan dette også spille ind. Et hold kan simpelthen blive tvunget til at skille sig af med en eller flere dyre spillere for ikke at blive ramt af lønloftet.

## Kuriosum
Endelig er der eksempler på usædvanlige trades, som da Western Hockey League-holdet Seattle Breakers i 1983 tradede rettighederne til en spiller ved navn Tom Martin til Victoria Cougars for Cougars' spillerbus! Det var faktisk et trade der gav en vis mening, idet Seattle ikke kunne skrive kontrakt med Martin der ønskede at spille i sin hjemby Victoria. Samtidig havde Victoria Cougars, som havde købt bussen af et nedlagt konkurrerende hold, ikke råd til at indregistrere bussen i Canada.